# Klasztor Nazaretanek w Komańczy
Klasztor Nazaretanek w Komańczy funkcjonuje od maja 1928 roku. 

## Historia
Powstał na terenie diecezji przemyskiej jako Dom Zgromadzenia Sióstr Najświętszej Rodziny z Nazaretu z siedzibą główną w Rzymie. Na początku 1927 w wynajętym domu zamieszkało pięć sióstr, zajmując się głównie parafialnym kościołem i zakrystią. Drewniany dom z murowanym parterem w stylu szwajcarskim zaczęto budować na górskiej polanie przez budowniczych z Rymanowa w 1929. Budynek został położony na wysokości ok. 520 m n.p.m.. Posiadał półpubliczną kaplicę pw. Teresy od Dzieciątka Jezus. Dom został poświęcony 12 sierpnia 1931. W tym czasie połowę domu objęto klauzurą zakonną i przeznaczono dla sióstr zakonnych, zwykle przybywających tam z innych domów zakonnych celem poratowania zdrowia, głównie z uwagi na choroby płuc. Druga część domu została wydzielona dla przyjezdnych gości nie należących do Zgromadzenia, mających zamiar odpłatnego przebywania w pokojach celem spędzenia czasu w tym miejscu.
Podczas okupacji niemieckiej w klasztorze kwaterowali Niemcy. Równolegle siostry zakonne ukrywały poszukiwanych kapłanów i osoby pochodzenia żydowskiego, pomagały w ucieczce za granicę i kontaktowały z kurierami. W latach 1944–48 podczas walk z partyzantami siostry nadal udzielały pomocy lekarskiej i charytatywnej potrzebującym.
W okresie od 29 października 1955 do 28 października 1956 w klasztorze internowany był prymas Stefan Wyszyński. W czasie pobytu w klasztorze duchowny mieszkał na pierwszym piętrze w pokoju nr 5. Odwiedzający klasztor mają możliwość zwiedzenia pokoju prymasa, a także kaplicy, w której się modlił.
W latach 1993–1997 kapelanem w klasztorze Sióstr Nazaretanek był ks. Józef Zięba - przyjaciel bł. Jerzego Popiełuszki.
W 2011 klasztor został wyremontowany.

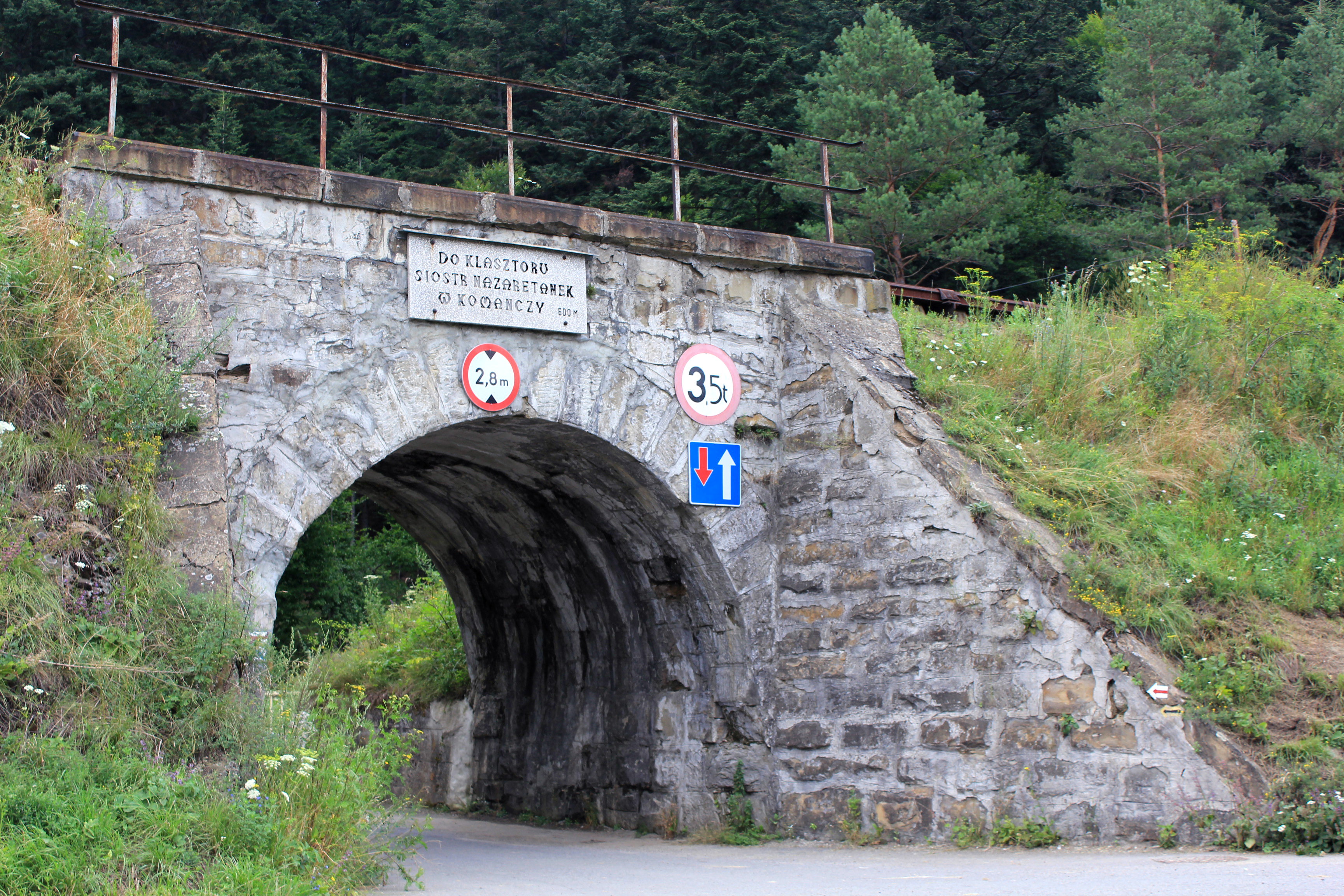
Droga do klasztoru z tablicą z nazwą klasztoru i informacją o odległości
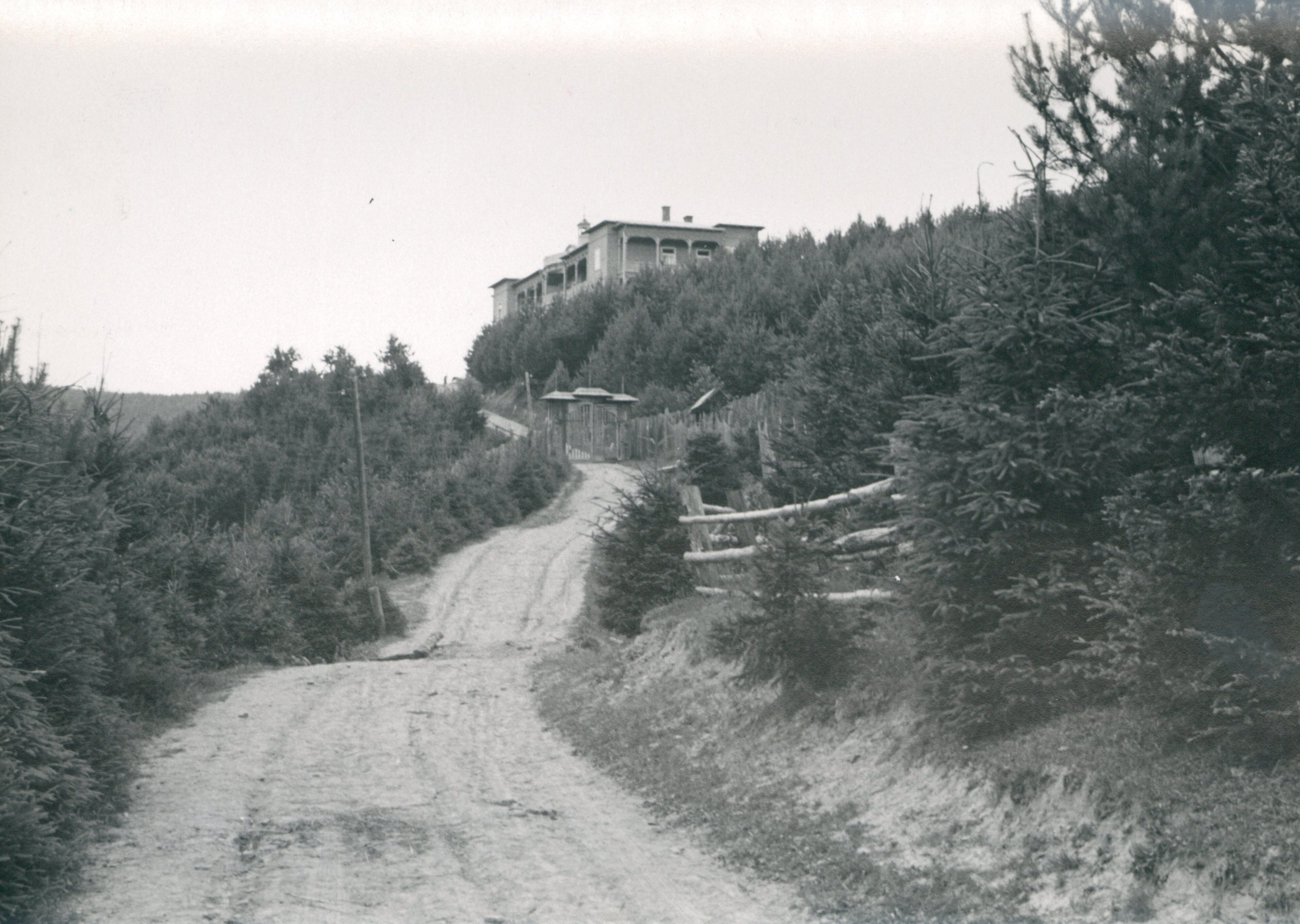
Droga do klasztoru przed 1936